# Takeo Takahashi
Takeo Takahashi (født 31. maj 1947) er en japansk fodboldspiller.

## Japans fodboldlandshold
| Japans landshold | Japans landshold | Japans landshold |
| År               | Kmp              | Mål              |
| ---------------- | ---------------- | ---------------- |
| 1966             | 2                | 1                |
| 1967             | 1                | 0                |
| 1968             | 2                | 0                |
| 1969             | 1                | 0                |
| 1970             | 8                | 3                |
| Total            | 14               | 4                |